# Kawcze (Śrem)
Pour les articles homonymes, voir Kawcze.
Kawcze (prononciation : [ˈkaft͡ʂɛ]) est un village polonais de la gmina de Śrem dans le powiat de Śrem de la voïvodie de Grande-Pologne dans le centre-ouest de la Pologne.
Il se situe à environ 3 kilomètres à l'est de Śrem (siège de la gmina et du powiat) et à 37 kilomètres au sud de Poznań (capitale régionale).

## Histoire
De 1975 à 1998, le village faisait partie du territoire de la voïvodie de Poznań.

Depuis 1999, Kawcze est situé dans la voïvodie de Grande-Pologne.
Le village possède une population de 20 habitants en 2007.